# 구경애
구경애(1961년~)는 대한민국의 시인이다. 월간지 문학세계 신인상을 받으면서 시인으로 등단했다.

## 저서
- 찔레꽃 내 사랑(천우, 2005)
- 사랑이 숨어 있는 행간(공저, 책나무, 2008)

## 참고
- 공식 홈 페이지
- 네이버 공식 카페